# Brenda Blethyn
Brenda Anne Blethyn, ursprungligen Bottle, född 20 februari 1946 i Ramsgate, Kent, är en brittisk skådespelare och författare. Blethyn blev Oscarsnominerad för bästa kvinnliga huvudroll i Hemligheter och lögner och för bästa kvinnliga biroll i Little Voice.

## Filmografi i urval
- 1983 – Ett expertvittnes död (TV-serie)
- 1990 – Häxor
- 1992 – Där floden flyter fram
- 1996 – Hemligheter och lögner
- 1998 – Girls' Night
- 1998 – Little Voice
- 2000 – Saving Grace
- 2001 – Jackpot
- 2001 – Anne Frank: The Whole Story
- 2002 – Sonny
- 2002 – Pumpkin
- 2002 – Den vilda familjen Thornberry (röst)
- 2002 – Begravda hemligheter
- 2005 – Puhs film om Heffaklumpen (röst)
- 2005 – Stolthet & fördom
- 2007 – Försoning
- 2007 – Clubland
- 2007 – Krig och fred (TV-serie)
- 2011–2025 – Ett fall för Vera (TV-serie)